# Священная корова
Корова почитается как свяще́нное животное в индуизме, джайнизме, зороастризме, также почиталась ранее в Древнем Египте, Древней Греции и Древнем Риме. Забой коров и употребление говядины в индуизме является табу, из-за которого возник фразеологизм «священная корова» — тот, кто обладает правовым иммунитетом.

## В индуизме.
Корова почитается в индуизме как священное животное. Она олицетворяет изобилие, чистоту, святость и рассматривается как благостное животное. Так же как и мать Земля, корова является символом принципа бескорыстного жертвования. Так как корова даёт молоко и питательные молочные продукты, которые служат одним из важных элементов вегетарианского питания, индуисты почитают её как материнскую фигуру. Бык, в свою очередь, выступает как символ строгости.
Исторически корова всегда отождествлялась с варной брахманов, или священников, и убийство коровы рассматривалось как такое же тяжкое преступление, как убийство брахмана. Во времена правления династии Гупта в середине I тысячелетия н. э., убийство коровы каралось смертной казнью. В настоящее время в таких странах, как Индия и Непал, где индуизм исповедует большинство населения, корова находится под защитой государства и пользуется огромным уважением. Защита коров и отказ от употребления говядины в пищу традиционно является неотъемлемой частью индуизма.
Корова в индуизме также ассоциируется с разными дэвами и формами Бога, в частности, с Шивой, который ездит на быке Нанди, с Индрой, который тесно связан с коровой Камадхену, исполняющей желания, и с Кришной, который провёл своё детство как пастушок коров и телят во Вриндаване.

### Санскритская терминология
На санскрите для обозначения коровы обычно используется слово го, родственное английскому cow и латинскому bos. Оба термина, как и русское говядина, происходят от праиндоевропейской основы *gwous. Крупный рогатый скот на санскрите называется словом пашу, от праиндоевропейского *peḱu-. В санскрите также есть слова дхену для коровы и укс для быка.
Молочных коров также называют а-гхнья «та, которую нельзя убивать». Согласно определённому толкованию терминологии, используемой в отношении коровы, можно сделать вывод о том, что исторически корова находилась под защитой.

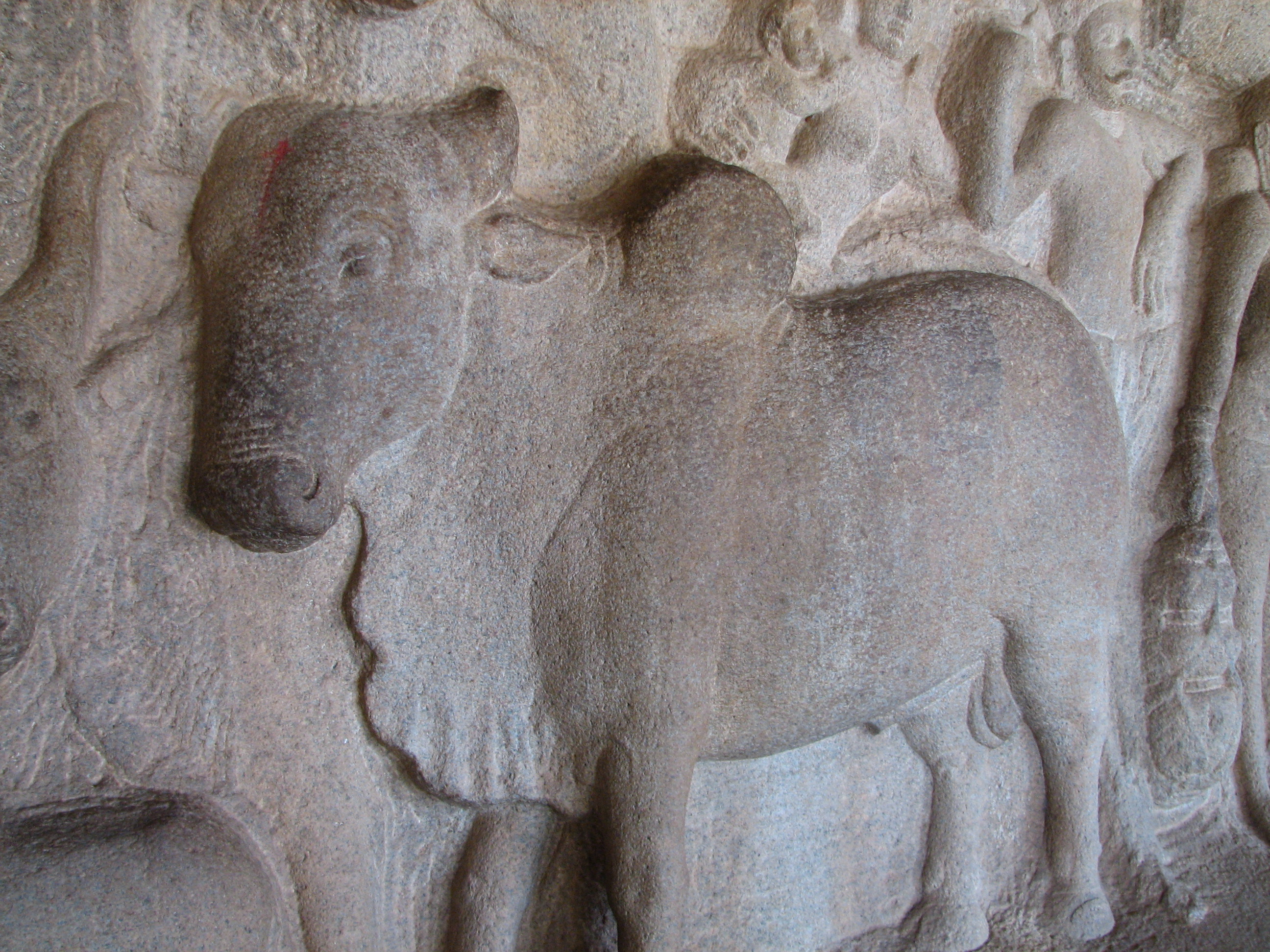
Рельефное изображение быка в Махабалипураме

### Происхождение
Традиция почитания коров и запрета на их убийство уходит своими корнями в ведийскую религию. В «Дхармасутрах» Васиштха, Гаутама и Апастамбха запрещают употребление в пищу мяса коров, а в «Баудхаяне» определяются различные виды наказания за их убийство (причём убийство быков карается более строго). Запрет на убийство молочных коров упоминается в «Ригведе», «Махабхарате» и «Ману-смрити».
В ведийской религии имели место ритуалы жертвоприношения коров. В жертву, однако, приносились только старые и немощные животные, которые таким образом получали возможность обрести новое тело в цикле сансары. Позднее ритуальные брахманические жертвоприношения коров были запрещены. Считается, что в эпоху Кали-югу (настоящую эпоху, согласно индуистскому временному циклу) не существует квалифицированных брахманов, способных надлежащим образом проводить жертвоприношения подобного рода.
В ведийской религии и в более поздний период корову почитали возможно и потому, что население индийского субконтинента, большую часть которого составляли пастухи и земледельцы, исторически зависело от молока и молочных продуктов и использовало коровий навоз как удобрение и топливо. Повсеместно в современной Индии люди используют коровий навоз для самых разных целей. Дым горящего навоза отгоняет комаров и других насекомых, а пепел сгоревшего навоза используется как удобрение в сельском хозяйстве. По этим и другим причинам корова в индуизме почитается как материнская фигура «гау-мата».
Индуизм, или санатана-дхарма, основывается на понятии вездесущности Бога, на том, что изначальная и истинная природа всех живых существ (включая животных птиц, насекомых и растения) духовна и вечна. Таким образом, убийство любого живого существа является грехом, так как прерывает естественный цикл перевоплощений, и живое существо из-за постигшей его насильственной смерти обречено заново родиться в той же самой форме жизни. Исторически даже Кришна — самая почитаемая аватара — почитал и защищал коров.
Элемент почитания коров присутствует во всех основных священных писаниях индуизма, где описывается, что коровье молоко помогает пробудить в человеке саттвические качества. Коровье гхи (топлёное масло) повсеместно используется при проведении религиозных ритуалов и в обряде приготовления пищи (прасада). Коровий помёт применяется как удобрение в сельском хозяйстве. Принято считать, что он обладает большой очистительной силой и поэтому его также используют для очищения жилища, обмазывая им стены. Дым от коровьего помёта является сильным дезинфицирующим средством. Коровья моча широко применяется в религиозных ритуалах и в медицинских целях. Панчагавья — элемент, обладающий наибольшей очистительной силой, — состоит из пяти продуктов, получаемых от коровы: молока, йогурта, гхи, коровьей мочи и помёта. Запрет употребления в пищу коровьего мяса рассматривался как первый шаг к полному вегетарианству.

### Историческое значение

#### В Ведах и Пуранах

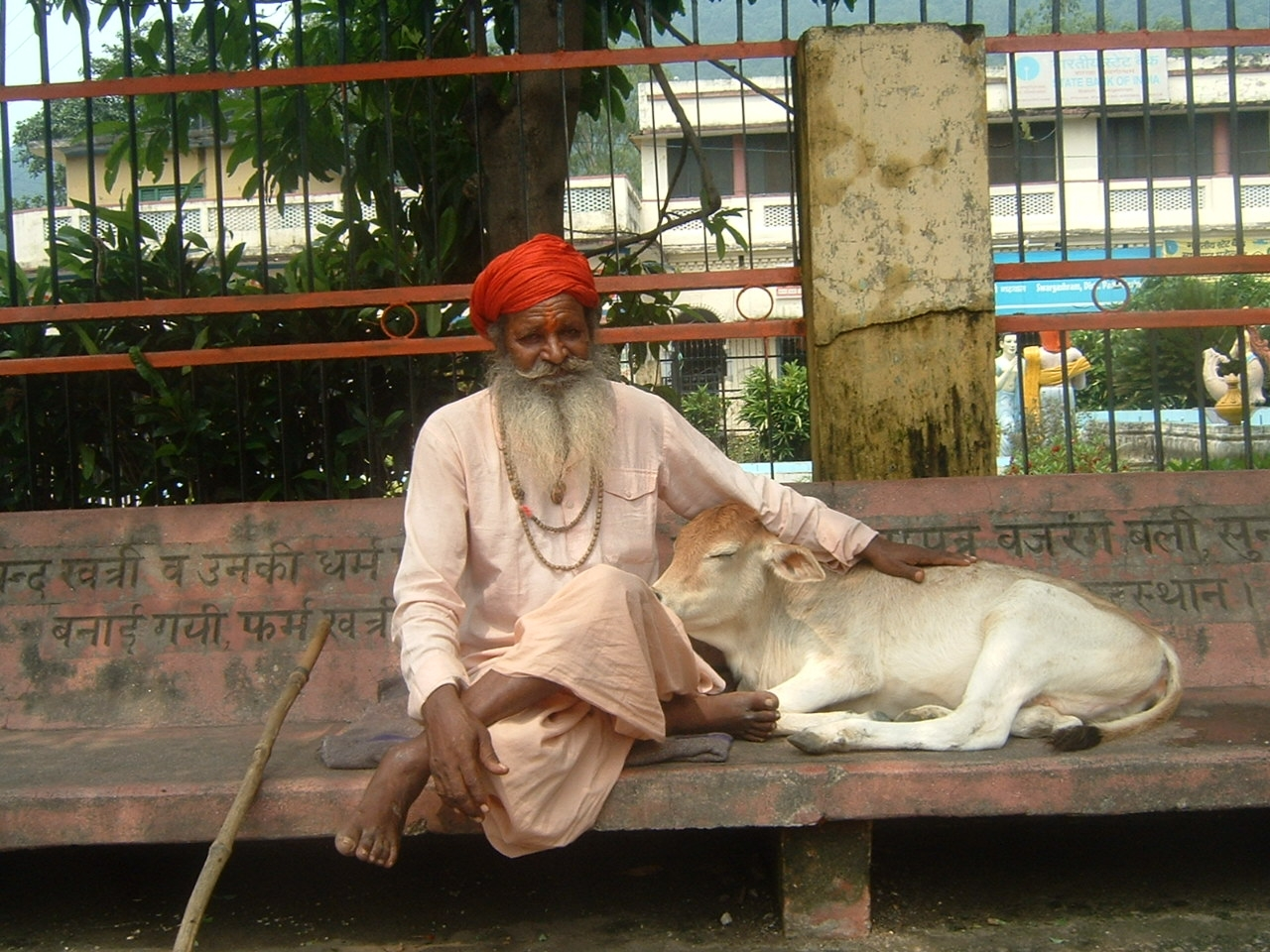

Коровам отводится значительная роль в «Ригведе», где в нескольких гимнах упоминаются 10 тыс. коров. В «Ригведе» 7.95.2., а также в 8.21.18 говорится, что в регионе Сарасвати разливали молоко и гхи, из чего можно сделать вывод, что там разводили коров. В «Ригведе» коровы часто выступают как олицетворение богатства, а также сравниваются с богинями рек, например в 3.33.1.
Как две прекрасные коровы-матери, которые лижут своих телят, Випас и Сутудри несут свои воды.
Согласно Ауробиндо, в «Ригведе» коровы также олицетворяют свет или лучи. Ауробиндо также обращает внимание на то, что Адити (верховная пракрити/сила природы) описывается как корова, а дэвы и пуруша (Всевышний), как бык Например, ведийское божество Индра часто сравнивается с быком.
В «Ригведе», реки также часто сравниваются с коровами:
Коровы — священны и являются олицетворением добродетели. Они наиболее чистые и обладают самой большой очистительной силой.
В «Атхарваведе» тело коровы представлено различными дэвами и другими элементами.
В «Харивамше» Кришна описывается как пастушок. Его там часто называют Бала Гопалой — «ребёнком, защищающим коров», или другим именем, Говинда, которое означает «приносящий радость коровам».
В Пуранах описывается, как от богини земли Притхви в форме коровы различные дэвы получали благоприятные субстанции, служившие на благо людей. В Пуранах корова объявляется матерью всей цивилизации, а молоко — одним из основных продуктов питания для людей. Подарок в виде коровы описывается как самый лучший дар, который только можно преподнести.

#### В Индии XIX—XX веков
Почитание коров сыграло большую роль в Восстании сипаев против Британской Ост-Индской компании. Появившаяся незадолго перед этим винтовка Энфилда с капсюльным замком снабжалась патронами, сделанными из пропитанной салом бумаги. Во время зарядки патрон надлежало скусывать, в то время как в индуизме запрещено питаться мясом коров, а в исламе свинья — нечистое животное. Хотя подразделения сипаев специально комплектовались по смешанному признаку, это не помешало сговору мусульман и индусов. Как оказалось позднее, пули пропитывались растительным маслом.
В конце XIX века в Северной Индии появилось движение, которое выступало в защиту коров, за объединение всех индусов и проведение границы между индусами и мусульманами путём введения запрета на убийство коров. Это смешение политических и религиозных целей привело к периодическим антимусульманским восстаниям и сыграло заметную роль в разделе Индии 1947 года.
Годан (дословно «дарование коровы») — индуистский обряд, совершаемый по смерти индуса и заключающийся в преподнесении брахману коровы, которая, согласно верованиям индусов, должна помочь душе умершего переправиться в царство бога смерти Вантарини.

#### В учении Махатмы Ганди
Махатма Ганди также почитал коров. Он говорил: «Я поклоняюсь им, и я буду защищать поклонение им, даже если против меня выступит весь мир». «Одним из основных элементов индуизма является защита коров». Как и все индуисты, Ганди почитал корову как свою собственную мать, называя её «матерью миллионов индийского человечества». Он говорил: «Когда умирает наша мать, это означает, что нужно заплатить за похороны и за кремацию. Мать-корова одинаково полезна как в живом, так и в мёртвом виде, когда мы можем использовать каждую часть её тела — её мясо, кости, рога и шкуру. Но я говорю это не для того, чтобы люди использовали её, а для того, чтобы показать, насколько велика её любовь к нам».

### Священные коровы в современной Индии

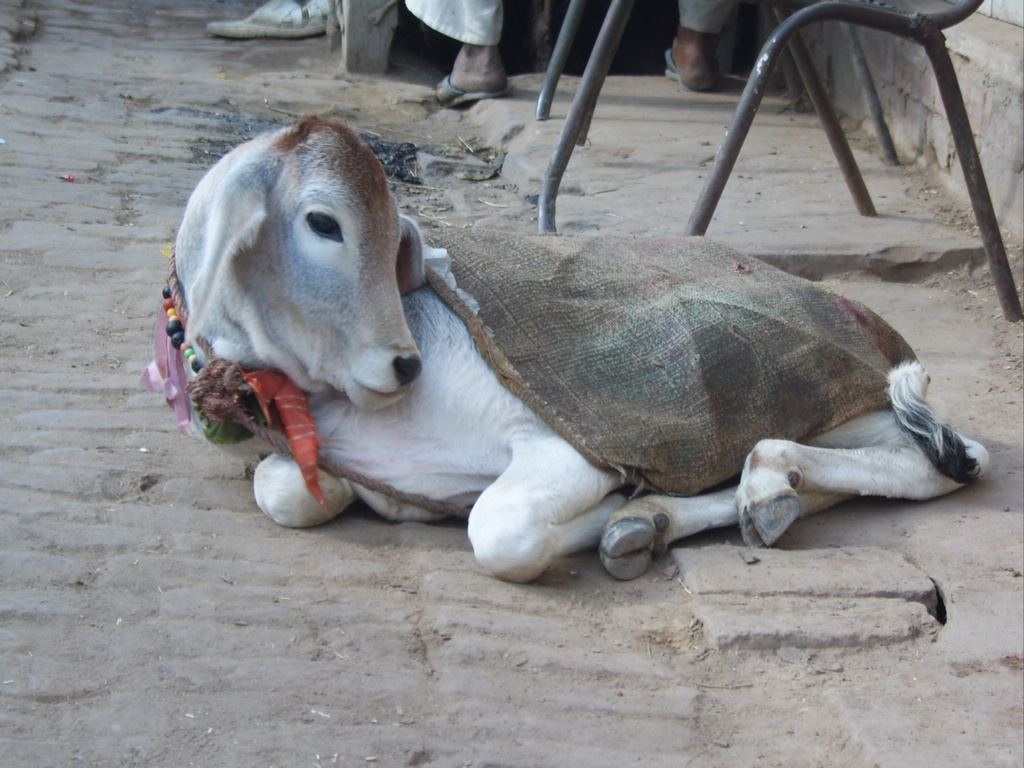
Корова отдыхает на улице во Вриндаване, Индия

На сегодняшний день в таких странах, как Индия и Непал, где индуисты составляют большинство населения, коровье молоко и молочные продукты продолжают играть ключевую роль в религиозных обрядах. Повсеместно коровам оказывается величайшее уважение — им разрешается свободно бродить даже по самым занятым улицам больших городов, таких как Дели. Во многих местах в Индии считается очень благоприятным знаком дать что-нибудь поесть корове перед завтраком. Во многих штатах в Индии существует запрет на убийство коров, за убийство или ранение коровы можно попасть в тюрьму.
Исторически из-за запрета на поедание коров в индийском обществе возникла система, в которой только парии употребляли в пищу мясо убитых коров и использовали их шкуры в кожевенном производстве.
Убийство коров ограничивается во всех штатах Индии, за исключением Западной Бенгалии и Кералы, где не существует каких-либо ограничений. Коровы методически вывозятся на убой в эти регионы, несмотря на то, что перевозить коров через границы штатов запрещено индийскими законами. В больших городах, однако, работают много частных скотобоен. По данным на 2004 год, в Индии существовало примерно 3600 легальных скотобоен, а количество нелегальных оценивалось в 30 000. Все попытки закрыть нелегальные скотобойни были безуспешными.
В то же время существует движение «защитников коров» (гау-ракшак). В то время как официальная ассоциация защитников коров в основном противодействует жестокому обращению с животными. Стоит понимать, что коровы защищены в Индии законом и умышленное причинение им какого-либо вреда может иметь самые тяжкие последствия, особенно, если он является иностранцем, он рискует не только настроить толпу против себя, но и угодить под самосуд со стороны местных индийских националистов из религиозно-экстремистских групп «защитников коров», которые могут убить нарушителя на месте.

## В зороастризме
Зороастризм является религией, исторически сильно связанной с индуизмом. Термин геуш-урва означает «дух коровы» и рассматривается как душа земли. В «Ахунавайте-гате», Заратустра обвиняет некоторых своих братьев по вере в насилии над коровами. Ахура Мазда просит Заратустру защищать коров.
На родной земле Заратустры и ведийских священников было широко распространено разведение крупного рогатого скота. В девятой главе «Вендидада» Авесты объясняется очистительная сила коровьей мочи, которая провозглашается там панацеей от всех телесных и духовных недугов.

## В Древнем Египте
В Древнем Египте корову, в отличие от многих других животных, никогда не приносили в жертву, ибо она считалась священным животным богини Хатхор (позднее — и Исиды), а в эллинистический период также из-за греческого мифа об Ио, которую Зевс обратил в корову, пытаясь скрыть связь с ней и стремясь уберечь любовницу от гнева своей жены Геры.